# Anosia subnubila
Anosia subnubila är en fjärilsart som beskrevs av Hans Fruhstorfer 1907. Anosia subnubila ingår i släktet Anosia och familjen praktfjärilar. Inga underarter finns listade i Catalogue of Life.